# Uvariodendron gorgonis
Uvariodendron gorgonis là một loài thực vật thuộc họ Annonaceae. Loài này có ở Kenya và Tanzania.